# Heining-lès-Bouzonville
Heining-lès-Bouzonville – miejscowość i gmina we Francji, w regionie Grand Est, w departamencie Mozela.
Według danych na rok 1990 gminę zamieszkiwały 522 osoby, a gęstość zaludnienia wynosiła 87 osób/km² (wśród 2335 gmin Lotaryngii Heining-lès-Bouzonville plasuje się na 576. miejscu pod względem liczby ludności, natomiast pod względem powierzchni na miejscu 923.).